# 特里森貝格
特里森貝格（德語：Triesenberg，德語發音：[ˈtʁiːzn̩ˌbɛʁk] ⓘ；阿勒曼尼语列支敦士登方言：Trisabäärg）是列支敦斯登中部的一个市镇，总面积29.8平方千米，2019年6月30日总人口为2,643人，平均海拔由884米至1000米不等。

## 历史
特里森貝格于14世纪由瓦尔瑟人移民建立，这些移民以及后代都会说一种独特的瓦尔瑟德语方言，特里森貝格市政府也积极鼓励这种方言。除当地方言外，居民亦使用標準德語以及阿勒曼尼语。

## 地理
特里森貝格東部為阿爾卑斯山，西部則為廣大的萊茵河沖積平原。市镇包括8个村落，分别为加夫莱、马尔本、马塞沙、罗滕博登、锡卢姆、施泰格、叙卡以及旺格贝格。马尔本是列支敦士登国内唯一一个滑雪场，离奥地利边界不远。

## 人物
- 古斯塔夫·舍德勒（英语：Gustav Schädler）（1883年于特里森貝格出生），政治家、前列支敦斯登首相[5]
- 马尔科·舍德勒（英语：Marco Schädler）（1964年于特里森貝格出生），作曲家，奥地利費爾德基希音乐学院毕业[6]

## 图集

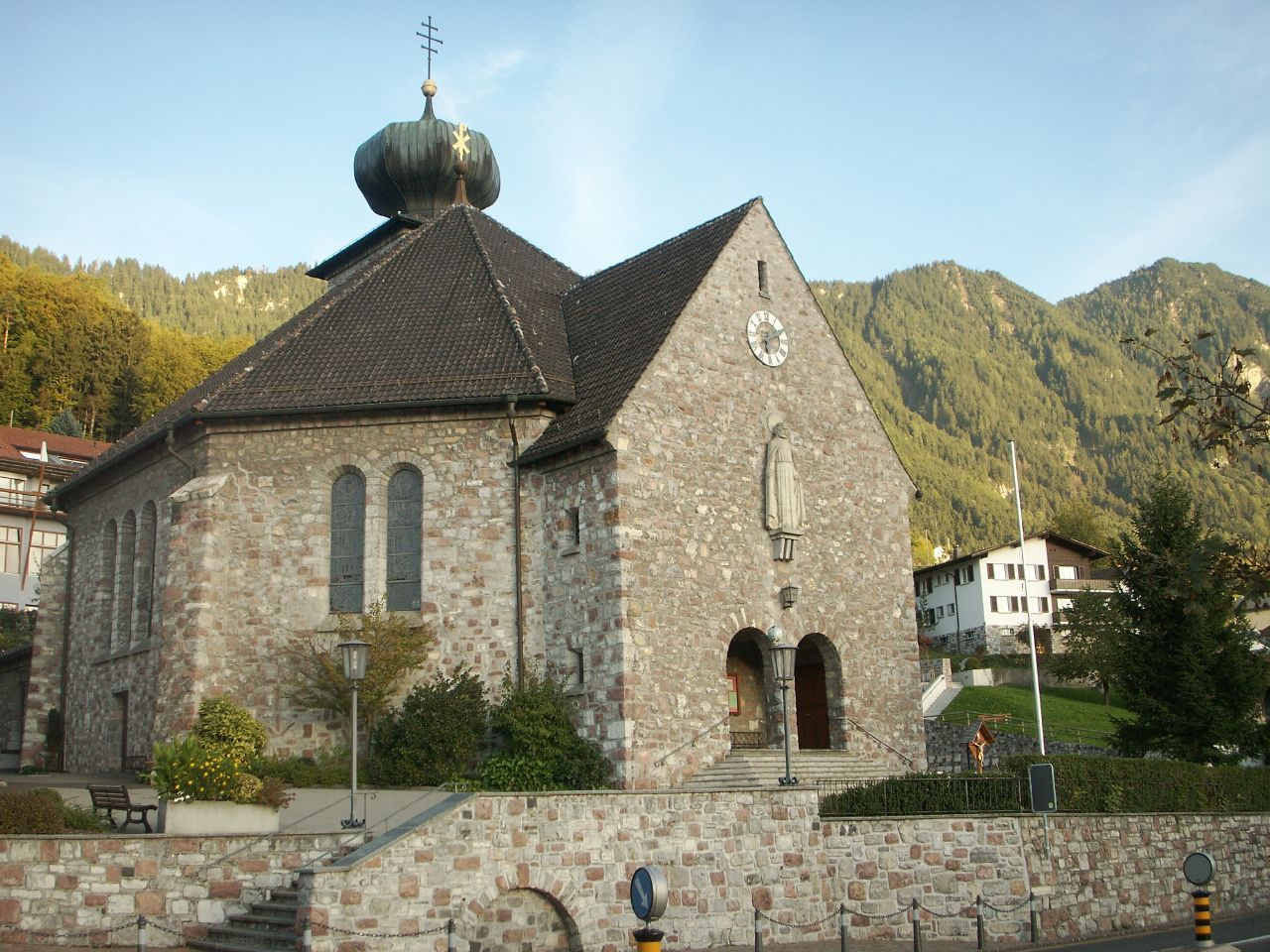
特里森貝格的教堂
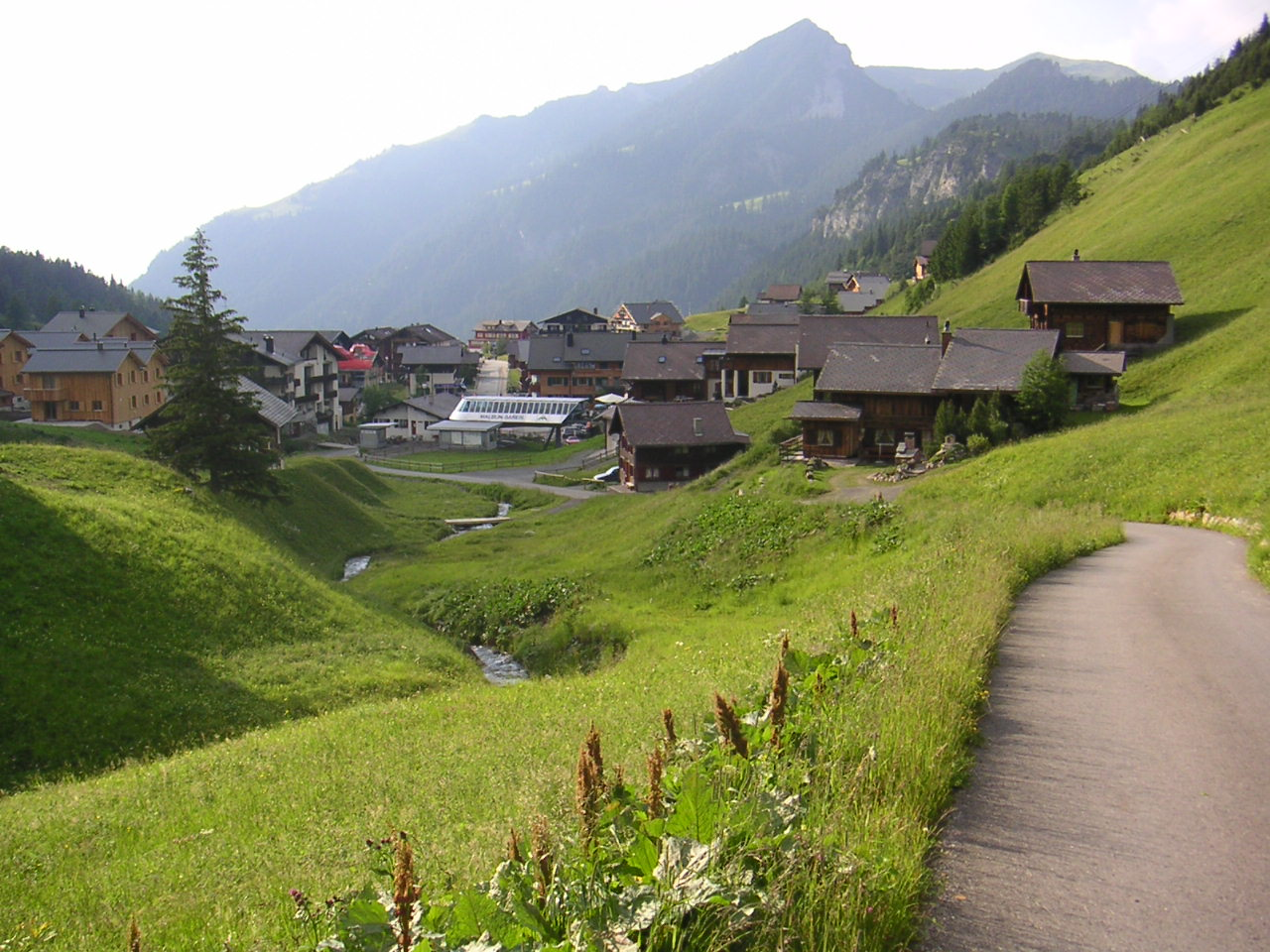
马尔本